# Hans-Jürgen Rohr

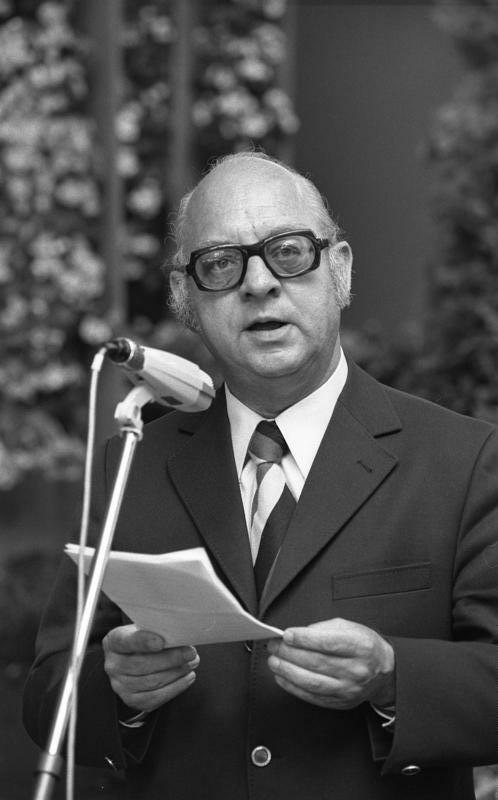
Hans-Jürgen Rohr (1973)

Hans-Jürgen Rohr  (* 26. Juni 1925 in Landsberg (Warthe); † 19. März 2024) war ein deutscher Verwaltungsjurist und Staatssekretär.

## Leben
Im März 1943 machte er das Abitur in Bautzen. Am 8. Februar 1943 beantragte Rohr die Aufnahme in die NSDAP und wurde zum 20. April desselben Jahres aufgenommen (Mitgliedsnummer 9.612.389). Anschließend war er bis 1945 im Arbeits- und Wehrdienst, studierte er ab 1947 Rechtswissenschaften an der Ludwig-Maximilians-Universität und wurde Mitglied des Corps Bavaria Würzburg, dessen Altherrenverein er später viele Jahre vorstand. Nach dem Referendarexamen in Würzburg (September 1951) bestand er im August 1955 beim OLG Hamm das Assessorexamen. Im Januar 1956 trat Rohr in die Bundeszollverwaltung ein. Nach einer Ausbildung an der Oberfinanzdirektion Münster war er dort Referent für  Reichsabgabenordnung, Zollrecht, Verbrauchs- und insbesondere Tabaksteuer. Seit Oktober 1957 Regierungsrat, wechselte er im Juli 1960 nach Bonn. Im Bundesministerium der Finanzen war er zuständig für agrarpolitische Belange der Europäischen Wirtschaftsgemeinschaft. 1961 wurde er Oberregierungsrat, 1965 Regierungsdirektor, 1966 Referatsleiter und Ministerialrat. Unter Josef Ertl war er Ministerialdirigent und dann ab 1973   Staatssekretär im Bundesministerium für Ernährung, Landwirtschaft und Forsten, was er auch unter Ertls Nachfolger Ignaz Kiechle noch bis 1984 blieb. 1990 wurde Rohr Generalbevollmächtigter des Sondervermögens Land- und Forstwirtschaft der Treuhandanstalt, einer Vermögensmasse, aus der später die Bodenverwertungs- und -verwaltungs GmbH (BVVG) hervorging.

## Ehrungen und Auszeichnungen
- Verdienstorden der Bundesrepublik Deutschland
  - 1976: Großes Verdienstkreuz
  - 1983: Großes Verdienstkreuz mit Stern und Schulterband

## Schriften
- Agrarpolitik und Entwicklungspolitik im Interessenkonflikt? Akademie Klausenhof, Hamminkeln-Dingden 1977
- Zum Verhältnis von Wissenschaft und Praxis in der Agrarpolitik. Forschungsgesellschaft für Agrarpolitik und Agrarsoziologie, Bonn 1981